# 헤르만 기념상

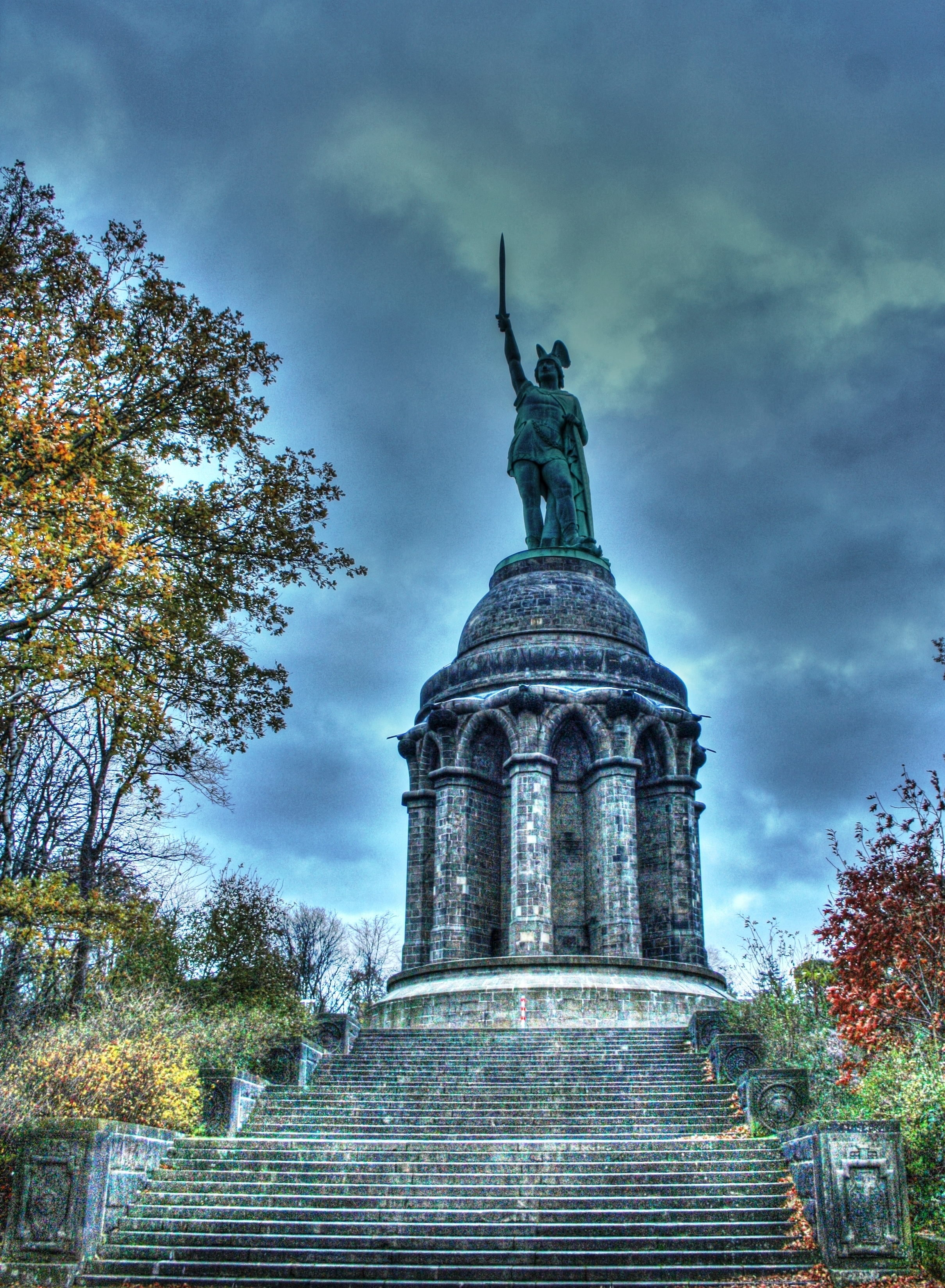

헤르만 기념상(독일어: Hermannsdenkmal)은 독일 NRW 주 데트몰트의 남서쪽에 위치한 토이토부르크 숲 속에 세워진 거대한 동상이다. 1838년-1875년에 에른스트 폰 반델(de)의 설계와 작업으로 1875년 8월 16일 완공되었다.
이 동상은 독일 영웅 아르미니우스(Hermann의 라틴어 표기)의 토이토부르크 숲 전투를 기념하는데, 이 전투에서 아르미니우스는 게르만 부족을 이끌고, AD 9년 바루스 휘하의 로마 군대를 결정적으로 격파했다.
동상 자체의 높이는 26.57미터이고, 아래 받침 부분을 포함 53.46미터로 독일에서 가장 높은 인물상이며, 1875년-1876년 사이에는 전세계에서 가장 높은 동상이었다. 동상은 철관 재질, 표면은 구리판이 입혀져 있다(Eisenrohrkonstruktion mit Kupferplatten). 기념상 무게는 받침 원판 부분 포함 42.80톤이다. 오른손에 쥐고 있는 칼의 길이는 7m, 무게는 550kg이다. 칼은 서쪽 방향을 가리키는데, 이는 프랑스에 대한 적대적 또는 방어적 제스처로 해석되기도 한다. 왼쪽 발 아래에는 독수리와 손도끼가 있다.
역사적 배경:
19세기의 독일 정치 상황에서 찾을 수 있다. 당시는 여러 세기에 걸쳐 대를 이어 독일-프랑스 적대감이 팽배한 상황이었다. 나폴레옹에 대한 항복과 독일 내 정치적 분열로, 많은 독일인들이 게르만 민족의 과거사에서 정체성을 찾기 시작했다. 독일(게르만) 부족들을 통일한 최초의 인물로는 아르미니우스가 가장 적합했다.

지리적 위치:
이 동상은 숲이 우거진 그로텐부르크 산(de)386m 에 세워졌으며, 건축가 폰 반델(de)은 당시 연구에 따라 게르만족-로마군의 전투가 바로 여기서 벌어졌다고 여겼다. 또 당시 리페의 영주가 잘 보이는 산 높이에 기념상을 세울 것을 요구하기도 했다. 그런데 근래의 많은 전문가들은, 당시 전투는, 이곳 아닌, 니더작센 주에서 벌어 졌을 것으로 추정한다.
건립 역사:
1838년 총 53.46m 높이의 건립을 시작.

1846년 동상 받침대 완성.

1848-1863 공사 중단(동상 건립에 대한 재정적 ,정치적 관심 감소)

독불 전쟁(1870-1871) 이후 독일국의 선포로 공사 재개.

빌헬름 1세 황제 시절 1875년에 완공식.
- 폰 반델(de)은 이 건축물에 평생을 바치다시피 하여 공사 기간 내내 기념상 근처에 움막(Bandel-Hütte)을 짓고 살았으며, 완공식 이듬해인 1876년 사망했다.

칼에 새겨진 각인 내용:
DEUTSCHE:EINIGKEIT:MEINE:STAERKE
MEINE:STAERKE:DEUTSCHLANDS:MACHT 독일의 하나됨은 나의 힘. 나의 힘은 독일의 힘
역사적 의미:
반불 감정(en), 민족주의(en), 독일 가톨릭, 유대인, 사회 민주주의자에 대한 배척, 독일 통일에 대한 평화적 호소, 모든 민족의 평화의 장 등등 다양하게 해석돼 왔으며, 근래엔 공식적으로 „평화의 기념비“ 역할.
기타:
동상 받침대의 중간에서 주위 경치를 360도 즐길 수 있다.(입장료 3유로). 동상 자체로도 올라갈 수 있으나, 일반인에는 금지. 한 사람이 동상으로 올라갔다 콧구멍에서 떨어진 적 있어 이를 불허한다 함. 1999년에는 130평방미터 짜리 빌레필트 축구팀 아르미니아 빌레펠트의 축구 유니폼을 입혀 기네스북에 등재.
NRW 주 홍보자료: http://ausflugsziele-nrw.net/hermannsdenkmal/ 보관됨 2018-05-07 - 웨이백 머신

## 같이 보기
- 세계에서 가장 큰 조각상 목록